# Olympische Winterspiele 1984/Teilnehmer (Niederlande)
| Gelbes Symbol für Goldmedaillen mit stilisierten Olympischen Ringen | Graues Symbol für Silbermedaillen mit stilisierten Olympischen Ringen | Braundes Symbol für Bronzemedaillen mit stilisierten Olympischen Ringen |
| ------------------------------------------------------------------- | --------------------------------------------------------------------- | ----------------------------------------------------------------------- |
| —                                                                   | —                                                                     | —                                                                       |

Die Niederlande nahm an den Olympischen Winterspielen 1984 in Sarajevo mit dreizehn Athleten (neun Männer und vier Frauen) teil. Niederländische Sportler gingen im Eisschnelllauf sowie im Zweierbob-Wettkampf an den Start. Flaggenträger bei der Eröffnungsfeier war der Eisschnellläufer Hilbert van der Duim.
Die niederländische Mannschaft konnte 1984 keine Medaille gewinnen. Sie blieb damit erstmals seit den Winterspielen 1956 in Cortina d’Ampezzo ohne zählbaren Erfolg.

## Teilnehmer nach Sportarten

### Bob
Zweierbob
- Job van Oostrum und John Drost → 16. (3:31,99 min)

### Eisschnelllauf
| Frauen: - Alie Boorsma 500 m: 33. Platz – 1:02,05 min (gestürzt) 1000 m: 23. Platz – 1:28,40 min - Yvonne van Gennip 1000 m: 6. Platz – 1:25,36 min 1500 m: 11. Platz – 2:10,61 min 3000 m: 5. Platz – 4:34,80 min - Thea Limbach 500 m: 27. Platz – 44,31 s 1000 m: 21. Platz – 1:28,12 min 1500 m: 9. Platz – 2:10,35 min 3000 m: 13. Platz – 4:42,84 min - Ria Visser 500 m: 30. Platz – 45,05 s 1500 m: 13. Platz – 2:11,06 min 3000 m: 25. Platz – 5:14,80 min (gestürzt) | Männer: - Hilbert van der Duim 1000 m: 7. Platz – 1:17,46 min 1500 m: 7. Platz – 1:59,77 min 5000 m: 9. Platz – 7:19,39 min 10.000 m: 10. Platz – 15:01,24 min - Yep Kramer 10.000 m: 9. Platz – 14:59,89 min - Geert Kuiper 500 m: 16. Platz – 39,13 s - Frits Schalij 1500 m: 10. Platz – 2:00,14 min 5000 m: 17. Platz – 7:28,17 min - Hein Vergeer 500 m: 13. Platz – 38,94 s 1000 m: 10. Platz – 1:17,57 min 1500 m: 12. Platz – 2:00,59 min - Robert Vunderink 5000 m: 14. Platz – 7:25,19 min 10.000 m: 17. Platz – 15:14,45 min - Jan Ykema 500 m: 14. Platz – 39,03 s 1000 m: 20. Platz – 1:18,81 min |